# NEWS EXPO
『NEWS EXPO』（ニュース エキスポ）は、2023年8月9日に発売された日本の男性アイドルグループ・NEWSの13thアルバム。

## 解説
NEWSの結成20周年を記念し、「アニバーサリー・スーパーベスト」との位置づけでリリースされたアルバムで、「万博・博覧会」をテーマに制作された。Disc1は全曲新曲で構成されるオリジナルアルバム、Disc2は2022年に実施されたファン投票で上位だった過去の楽曲を3人で歌い直した新録形式のベスト盤である。さらに初回盤Aには2023年5月21日の『METROCK TOKYO 2023』での歌唱音源を収録した「METROCK盤」、初回盤Bにはメンバーのセレクションによる過去楽曲を収めた「MEMBER'S SELECTION盤」、通常盤にはメンバーによるソロ曲がそれぞれ収録される。また映像特典としては、初回盤Aには加藤シゲアキが脚本を担当したショートムービー「Different Lives」とそのメイキング、METROCK 2023 TOKYOでのライブ映像を収録し、初回盤Bには過去に配信された「PREMIUM LIVE & PREMIUM LIVE 2」「『音楽』-AFTER BREATH-」のライブ映像が収録される。
本作を引っ提げ、8月19日の宮城・セキスイハイムスーパーアリーナから20周年全国ツアー『NEWS 20th Anniversary LIVE 2023 NEWS EXPO』が敢行された。
2024年5月27日より、本作に収録されている全32曲がTikTokで音源解禁された。

## リリース

### 特典・仕様
初回盤A（3CD+Blu-ray/3CD+DVD）
- 『NEWS EXPO』スペシャルBOX仕様
- 64Pブックレット
- シリアルコード①

初回盤B（3CD+Blu-ray/3CD+DVD）
- 『NEWS EXPO』スペシャルBOX仕様
- 64Pブックレット
- シリアルコード②

通常盤（2CD）
- 32Pブックレット
- シリアルコード③（通常盤初回プレスのみ）

### 購入者キャンペーン
スペシャルライブイベント「NEWS大集会2024」
- 2024年1月から2月にかけて全国5都市にて実施するライブイベントに抽選で参加できる。当選人数は合計20000名。日付と都市のみ公開され、詳細な場所や集合時間は当選者にのみ通知される。
- 応募方法：本アルバム各仕様に封入されているシリアルコード①②③をそれぞれ1つずつ計3つで、1つの公演に1口応募可能。
- 応募期間：2023年8月8日から8月13日まで。
- イベントに落選した場合含め、応募者は後日ストリーミング配信を視聴可能。

## 収録曲
※クレジット、シングルの通算枚数を除き本アルバムの紹介ページを基に記述。シングル曲の詳細は各項を参照。

### CD

#### Disc1【NEWS EXPO盤】
1. NEWS EXPO -Interlude-
脚本：髙橋拓、ナレーション：檜山沙耶
2. エンターテインメント
作詞：ヒロイズム、作曲：中西亮輔、ヒロイズム、編曲：中西亮輔、黒田賢一
本作のリード曲[12]。
3. ストレンジャー
作詞：ヒロイズム、作曲：☆Taku Takahashi (m-flo, block.fm)、ヒロイズム、編曲：☆Taku Takahashi (m-flo, block.fm)、編曲：Mitsunori Ikeda (Tachytelic Inc.)
4. PAVILION -Interlude-
脚本：髙橋拓、ナレーション：檜山沙耶、大塚芳忠、Zach Taub
5. Alien
作詞：SHO-SENSEI!!、作曲：10PM、SHO-SENSEI!!、編曲：10PM、SHO-SENSEI!!、石塚知生
[ Alien -Interlude- ]
脚本：髙橋拓、ナレーション：沢城みゆき
6. チューイングガム
作詞・作曲・編曲：ぜったくん
7. Different Lives
作詞：篠原とまと、作曲・編曲：伊藤賢、辻村有紀、コーラスアレンジメント：佐々木久美
8. MONUMENT -Interlude-
脚本：髙橋拓、朗読：松たか子
9. 100年前から
作詞・作曲：eill、編曲：☆Taku Takahashi (m-flo, block.fm)、Mitsunori Ikeda (Tachytelic Inc.)、中西亮輔
10. 二枚舌を今夜絡ませる
作詞：杉山勝彦、作曲：杉山勝彦、佐々木"コジロー"貴之、編曲：佐々木"コジロー"貴之
11. Haqqy（読み：ハッピー）
作詞：AKIRA、作曲：AKIRA、芳賀政哉、編曲：芳賀政哉
12. We are Team NEWS
作詞：綾小路翔（気志團）、作曲：星野英彦（BUCK-TICK）、編曲：綾小路翔（気志團）、Add Arrangement：木内健、Cube Juice
13. SECRET CODE -Interlude-
脚本：髙橋拓、ナレーション：矢島正明
14. 劇伴
作詞・作曲：GReeeeN、編曲：高慶"CO-K"卓史
-Interlude-
Produced by ☆Taku Takahashi (m-flo, block.fm)
15. ミカエリビジン（小山慶一郎ソロ曲）※通常盤のみ
作詞：AKIRA、作曲：AKIRA、芳賀政哉、編曲：芳賀政哉
16. 人情心中（加藤シゲアキソロ曲）※通常盤のみ
作詞・作曲・編曲：加藤シゲアキ
17. hanami（増田貴久ソロ曲）※通常盤のみ
作詞：増田貴久、作曲：ヒロイズム、編曲：石塚知生

#### Disc2【NEWS BEST盤】
2022年に実施したNEWS楽曲ファン投票ランキングより抜粋した楽曲を3人で歌い直し、再構築し収録したベスト盤仕様。
1. U R not alone
  - 8thアルバム「NEVERLAND」収録曲。
2. 「生きろ」
  - 24thシングル。
3. フルスイング
  - 14thシングル「チャンカパーナ」のカップリング曲。
4. Endless Summer
  - 4thアルバム「LIVE」収録曲。
5. さくらガール
  - 12thシングル。
6. weeeek
  - 7thシングル。
7. チャンカパーナ
  - 14thシングル。
8. チェリッシュ
  - 3rdシングル。
9. ビューティフル
  - 26thシングルの1曲目。
10. 夜よ踊れ
  - 23rdシングル「BLUE」通常盤の収録曲。
11. KMK the boys rock you all!
  - 12thアルバム「音楽」収録曲。
12. I・ZA・NA・I・ZU・KI
  - 1stアルバム「touch」収録曲。
13. SNOW EXPRESS
  - 3rdアルバム「color」収録曲。
14. Smile Maker
  - 3rdアルバム収録曲。
15. 未来へ
  - 28thシングル「未来へ/ReBorn」の1曲目。

#### Disc3

##### 初回盤A【METROCK盤】
1. weeeek（METROCK2023 LIVE Ver.）
2. チャンカパーナ（METROCK2023 LIVE Ver.）
3. 未来へ（METROCK2023 LIVE Ver.）
4. Tick-Tock（METROCK2023 LIVE Ver.）
  - EP『音楽 -2nd Movement-』収録曲METROCKライブバージョン。
5. JUMP AROUND（METROCK2023 LIVE Ver.）
  - 9thアルバム『EPCOTIA』収録曲METROCKライブバージョン。
6. 夜よ踊れ（METROCK2023 LIVE Ver.）
7. 「生きろ」（METROCK2023 LIVE Ver.）
8. U R not alone（METROCK2023 LIVE Ver.）

##### 初回盤B【MEMBER'S SELECTION盤】
[Selection of Keiichiro Koyama]
1. 恋のABO
  - 11thシングル。
2. 渚のお姉サマー
  - 5thアルバム「NEWS」収録曲。
3. チラリズム
  - 2ndアルバム「pacific」収録曲。
  - 小山慶一郎・加藤シゲアキのユニット曲

[Selection of Shigeaki Kato]
1. シリウス
  - 7thアルバム「QUARTETTO」収録曲。
2. Winter Moon
  - 13thシングル「Fighting Man」通常盤収録曲。
3. ヒカリノシズク
  - 19thシングル「ヒカリノシズク/Touch」の1曲目。

[Selection of Takahisa Masuda]
1. JUMP AROUND
2. 2人/130000000の奇跡（※読み：イチオクサンゼンマンブンノフタリノキセキ）
  - 4thアルバム収録曲。
3. NEW STORY
  - 11thアルバム「STORY」収録曲。

### Blu-ray/DVD
Blu-rayとDVDの内容は共通。
初回盤A
70分収録。
- "Different Lives"
  - 「もし別の人生を歩んでいたら」をテーマとして、加藤シゲアキが脚本を手がけたショートムービー。

- "Different Lives" Making
- METROCK2023 TOKYO
  - 2023年5月21日に出演した野外ロックフェスティバル「METROCK2023 TOKYO」のライブ映像。

初回盤B
72分収録。
- PREMIUM LIVE
- PREMIUM LIVE 2
- 「音楽」 -AFTER BREATH-

## チャート成績
前作『音楽 -2nd Movement-』の初週売上を上回る14.9万枚を売り上げ、2023年8月21日付オリコンウィークリーアルバムランキングで初登場第1位を獲得。「アルバム連続1位獲得作品数」も、これまで14作でKinKi Kidsと並んでいた歴代3位タイから歴代単独3位となった。また、2023年8月21日付オリコン週間合算アルバムランキングでは週間14.9万PTを記録し、これまで自己最高だった『STORY』の週間11.5万PT、累積12.8万PTを上回る自己最高累積ポイントを記録して初登場第1位となった。